# Internationaler Hebammentag
Der Internationale Hebammentag wird seit 1991 jeweils am 5. Mai in mittlerweile mehr als 50 Ländern begangen, um Hebammen und ihre Arbeit zu ehren und auf die Bedeutung der Hebammen für die Gesellschaft hinzuweisen.
Die Idee zu einem Internationalen Hebammentag wurde erstmals auf dem Internationalen Hebammenkongress 1987 in den Niederlanden vorgestellt, nachdem entsprechende Vorschläge in den Mitgliedsorganisationen der International Confederation of Midwives diskutiert worden waren. Zum ersten Mal wurde der Internationale Hebammentag 1991 begangen, seit 1992 findet der Internationale Hebammentag regelmäßig statt. Bis 2015 steht der Internationale Hebammentag unter dem Motto: „Die Welt braucht Hebammen mehr denn je“.
Am Internationalen Tag der Hebammen machen Hebammen auf ihre berufliche Situation aufmerksam. In Deutschland wurde z. B. der Internationale Hebammentag 2010 zur Einreichung einer Online-Petition beim Deutschen Bundestag genutzt, mit der auf die schwierige berufliche Situation freiberuflicher Hebammen aufmerksam gemacht werden soll.
An dem Hebammentag im Jahr 2015 macht die Berufsgruppe auf die steigenden Kosten für die Berufshaftpflichtversicherung aufmerksam, die für die Ausübung des Berufs verpflichtend ist. In Baden-Württemberg haben viele Hebammen mit sogenannten „Schwangeren-Flashmobs“ auf die katastrophale berufliche Situation hingewiesen.